# Pływanie na Letnich Igrzyskach Olimpijskich 2008 – 200 m stylem motylkowym kobiet
200 m stylem motylkowym kobiet – jedna z konkurencji pływackich, które odbyły się podczas XXIX Igrzysk Olimpijskich. Eliminacje miały miejsce 12 sierpnia, półfinał 13 sierpnia, a finał konkurencji 14 sierpnia. Wszystkie etapy konkurencji przeprowadzone zostały na Pływalni Olimpijskiej w Pekinie.
Mistrzynią olimpijską została Chinka Liu Zige, która w finale ustanowiła nowy rekord świata (2:04,18), poprawiając poprzedni o 1,32 s. Srebrny medal zdobyła także reprezentantka Chin Jiao Liuyang, uzyskawszy czas 2:04,72 (też lepszy od starego rekordu świata). Brązowy medal z czasem 2:06,26 wywalczyła Jessicah Schipper z Australii, wyprzedzając o 0,74 s Otylię Jędrzejczak, złotą medalistkę w tej konkurencji z 2004 roku.

## Terminarz
Wszystkie godziny podane są w czasie chińskim (UTC+08:00) oraz polskim (CEST).
| Data             | Godzina rozpoczęcia | Godzina rozpoczęcia |            |
| Data             | UTC+08:00           | CEST                |            |
| ---------------- | ------------------- | ------------------- | ---------- |
| 12 sierpnia 2008 | 19:02               | 13:02               | Eliminacje |
| 13 sierpnia 2008 | 10:28               | 04:28               | Półfinały  |
| 14 sierpnia 2008 | 10:42               | 04:42               | Finał      |

## Rekordy
Przed zawodami rekord świata i rekord olimpijski wyglądały następująco:
| Rekord            | Zawodniczka       | Czas    | Miejsce  | Data             |
| ----------------- | ----------------- | ------- | -------- | ---------------- |
| Rekord świata     | Jessicah Schipper | 2:05,40 | Victoria | 17 sierpnia 2006 |
| Rekord olimpijski | Misty Hyman       | 2:05,88 | Sydney   | 20 września 2000 |

W trakcie zawodów ustanowiono następujące rekordy:
| Data        | Etap konkurencji | Zawodniczka | Czas    | Rekord |
| ----------- | ---------------- | ----------- | ------- | ------ |
| 14 sierpnia | finał            | Liu Zige    | 2:04,18 | ,      |

## Wyniki

### Eliminacje
| Miejsce | Wyścig | Tor | Zawodniczka                      | Państwo           | Czas      | Uwagi |
| ------- | ------ | --- | -------------------------------- | ----------------- | --------- | ----- |
| 1.      | 3      | 2   | Liu Zige                         | Chiny             | 2:06,46   | Q     |
| 2.      | 5      | 5   | Aurore Mongel                    | Francja           | 2:06,49   | Q,    |
| 3.      | 3      | 4   | Yuko Nakanishi                   | Japonia           | 2:06,62   | Q     |
| 4.      | 5      | 6   | Jiao Liuyang                     | Chiny             | 2:06,89   | Q     |
| 5.      | 5      | 4   | Otylia Jędrzejczak               | Polska            | 2:06,91   | Q     |
| 6.      | 3      | 6   | Natsumi Hoshi                    | Japonia           | 2:07,02   | Q     |
| 7.      | 4      | 6   | Kathleen Hersey                  | Stany Zjednoczone | 2:07,65   | Q     |
| 8.      | 4      | 7   | Micha Kathrine Østergaard Jensen | Dania             | 2:07,77   | Q,    |
| 9.      | 5      | 3   | Elaine Breeden                   | Stany Zjednoczone | 2:07,92   | Q     |
| 10.     | 4      | 5   | Jemma Lowe                       | Wielka Brytania   | 2:08,07   | Q     |
| 11.     | 4      | 4   | Jessicah Schipper                | Australia         | 2:08,11   | Q     |
| 12.     | 4      | 3   | Audrey Lacroix                   | Kanada            | 2:08,54   | Q     |
| 13.     | 5      | 2   | Samantha Hamill                  | Australia         | 2:08,83   | Q     |
| 14.     | 4      | 8   | Petra Granlund                   | Szwecja           | 2:08,97   | Q     |
| 15.     | 4      | 2   | Ellen Gandy                      | Wielka Brytania   | 2:08,98   | Q     |
| 16.     | 2      | 6   | Kathryn Meaklim                  | Południowa Afryka | 2:09,41   | Q,    |
| 17.     | 2      | 4   | Nina Dittrich                    | Austria           | 2:09,85   | NR    |
| 18.     | 5      | 7   | Beatrix Boulsevicz               | Węgry             | 2:10,00   |       |
| 19.     | 2      | 5   | Sara Oliveira                    | Portugalia        | 2:10,14   | NR    |
| 20.     | 3      | 8   | Stephanie Horner                 | Kanada            | 2:10,33   |       |
| 21.     | 3      | 7   | Paola Cavallino                  | Włochy            | 2:10,46   |       |
| 22.     | 5      | 8   | Joanna Melo                      | Brazylia          | 2:10,64   |       |
| 23.     | 5      | 1   | Choi Hye-ra                      | Korea Południowa  | 2:11,42   |       |
| 24.     | 2      | 8   | Tetyana Khala                    | Ukraina           | 2:12,16   |       |
| 25.     | 4      | 1   | Jana Martynowa                   | Rosja             | 2:12,47   |       |
| 26.     | 2      | 7   | Tao Li                           | Singapur          | 2:12,63   | NR    |
| 27.     | 3      | 5   | Emese Kovács                     | Węgry             | 2:12,73   |       |
| 28.     | 3      | 1   | Magali Rousseau                  | Francja           | 2:13,12   |       |
| 29.     | 2      | 2   | Yang Chin-kuei                   | Chińskie Tajpej   | 2:13,26   |       |
| 30.     | 1      | 5   | Eleftheria Evgenia Efstathiou    | Grecja            | 2:13,27   |       |
| 31.     | 2      | 1   | Denisa Smolenová                 | Słowacja          | 2:13,81   |       |
| 32.     | 1      | 6   | Gülşah Günenç                    | Turcja            | 2:14,44   | NR    |
| 33.     | 1      | 4   | Ingvild Snildal                  | Norwegia          | 2:14,53   |       |
| 34.     | 1      | 3   | Kristina Lennox-Silva            | Portoryko         | 2:17,27   |       |
| 35. !   | 2      | 3   | Georgina Bardach                 | Argentyna         | 9:99,99 ! | DNS   |
| 35. !   | 3      | 3   | Sara Isakovič                    | Słowenia          | 9:99,99 ! | DNS   |

### Półfinały

#### Półfinał 1
| Miejsce | Tor | Zawodniczka                      | Państwo           | Czas    | Uwagi |
| ------- | --- | -------------------------------- | ----------------- | ------- | ----- |
| 1.      | 5   | Jiao Liuyang                     | Chiny             | 2:06,42 | Q     |
| 2.      | 4   | Aurore Mongel                    | Francja           | 2:07,21 | Q     |
| 3.      | 2   | Jemma Lowe                       | Wielka Brytania   | 2:07,87 |       |
| 4.      | 3   | Natsumi Hoshi                    | Japonia           | 2:07,93 |       |
| 5.      | 6   | Micha Kathrine Østergaard Jensen | Dania             | 2:09,29 |       |
| 6.      | 7   | Audrey Lacroix                   | Kanada            | 2:09,74 |       |
| 7.      | 1   | Petra Granlund                   | Szwecja           | 2:09,79 |       |
| 8.      | 8   | Kathryn Meaklim                  | Południowa Afryka | 2:11,74 |       |

#### Półfinał 2
| Miejsce | Tor | Zawodniczka        | Państwo           | Czas    | Uwagi |
| ------- | --- | ------------------ | ----------------- | ------- | ----- |
| 1.      | 4   | Liu Zige           | Chiny             | 2:06,25 | Q,    |
| 2.      | 7   | Jessicah Schipper  | Australia         | 2:06,34 | Q     |
| 3.      | 3   | Otylia Jędrzejczak | Polska            | 2:06,78 | Q     |
| 4.      | 5   | Yuko Nakanishi     | Japonia           | 2:06,96 | Q     |
| 4.      | 6   | Kathleen Hersey    | Stany Zjednoczone | 2:06,96 | Q     |
| 6.      | 2   | Elaine Breeden     | Stany Zjednoczone | 2:07,73 | Q     |
| 7.      | 1   | Samantha Hamill    | Australia         | 2:09,58 |       |
| 8.      | 8   | Ellen Gandy        | Wielka Brytania   | 2:10,60 |       |

### Finał
| Miejsce | Tor | Zawodniczka        | Państwo           | Czas    | Uwagi |
| ------- | --- | ------------------ | ----------------- | ------- | ----- |
| 1. !    | 4   | Liu Zige           | Chiny             | 2:04,18 | ,     |
| 2. !    | 3   | Jiao Liuyang       | Chiny             | 2:04,72 |       |
| 3. !    | 5   | Jessicah Schipper  | Australia         | 2:06,26 |       |
| 4.      | 6   | Otylia Jędrzejczak | Polska            | 2:07,02 |       |
| 5.      | 2   | Yuko Nakanishi     | Japonia           | 2:07,32 |       |
| 6.      | 1   | Aurore Mongel      | Francja           | 2:07,36 |       |
| 7.      | 8   | Elaine Breeden     | Stany Zjednoczone | 2:07,57 |       |
| 8.      | 7   | Kathleen Hersey    | Stany Zjednoczone | 2:08,23 |       |